# Schiffhobel

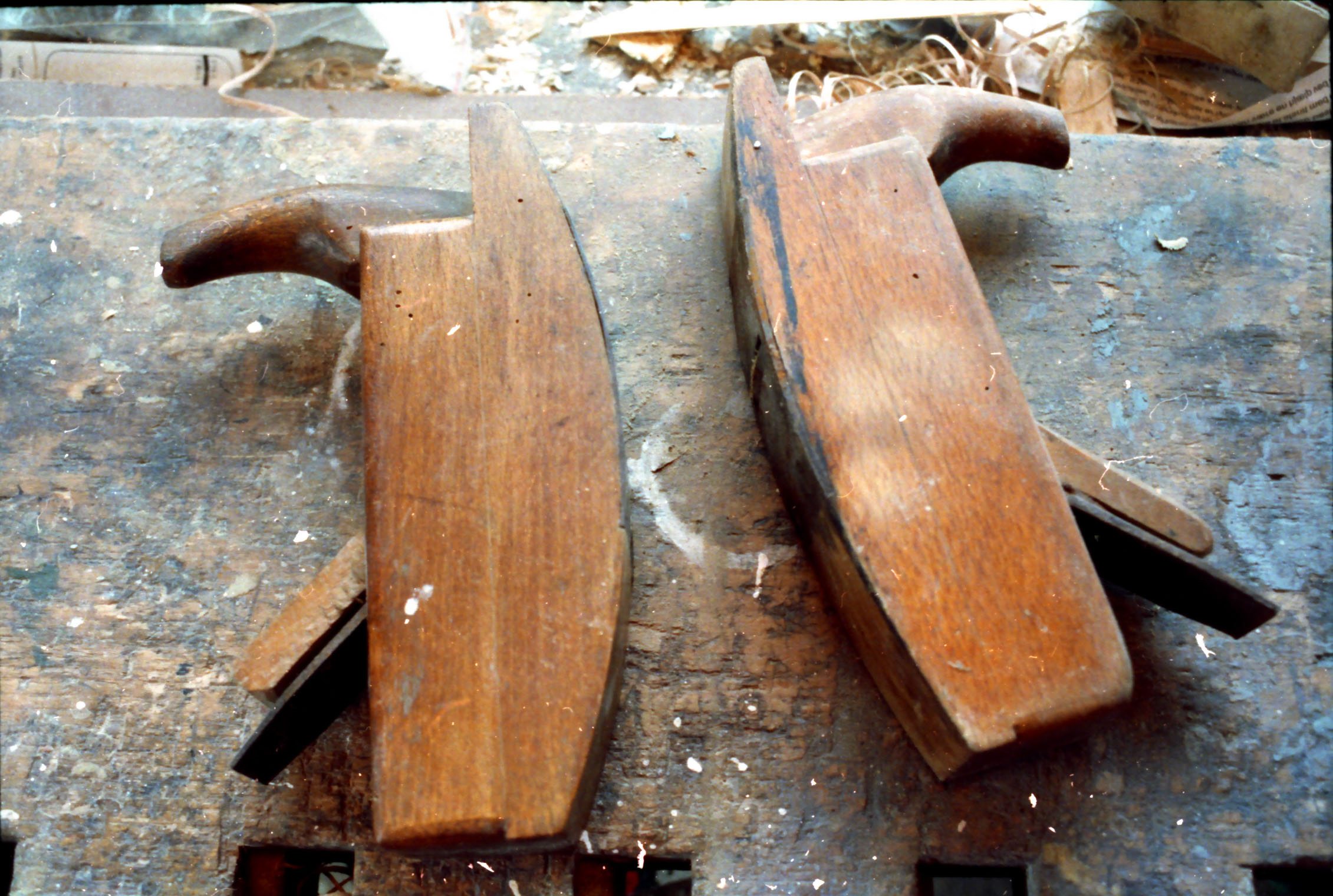
Hölzerne Schiffhobel

Der Schiffhobel ist eine Sonderform der Hobel, mit dem entweder konkave oder konvexe Formen hergestellt werden. Hierfür ist die Sohle des Hobels entweder konkav oder konvex gekrümmt. Diese Schiffhobel wurden aus Holz hergestellt und bei der Bearbeitung von Schiffen oder Fässern verwendet.

## Verstellbarer Schiffhobel

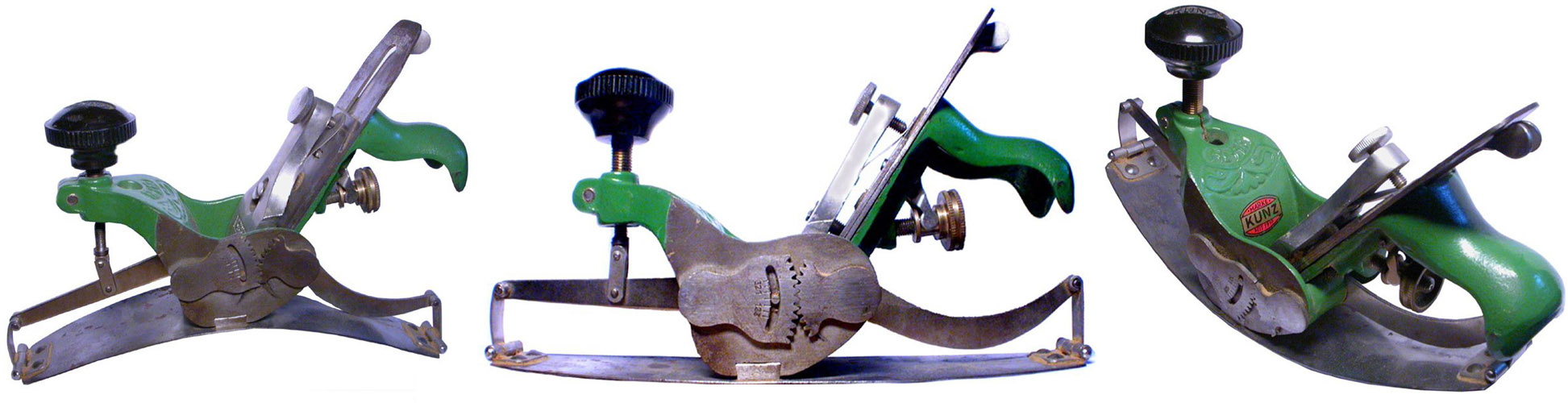
Verstellbarer Schiffhobel aus Metall.

Eine Besonderheit ist der stufenlos verstellbare Schiffhobel aus Metall, mit dem sowohl gerade Flächen als auch konkave oder konvexe Flächen hergestellt werden können. Am 6. August 1877 wurde durch Henry M. Clark für einen solchen verstellbaren Metallhobel die Offenlegungsschrift eingereicht. Die Erteilung des Patentes erfolgte am 25. September 1877 mit der Patentschrift Nummer US195480.
Hersteller dieses verstellbaren Schiffhobels aus Metall war bis 1945 in Deutschland die Firma Gustav Kunz mit Firmensitz in Fürstenwalde. Danach wechselte die Firma nach Hannover. Die Firma Tresselt & Schlüter in Großbreitenbach in Thüringen setzte ab 1992 die Produktion der Kunz-Hobel fort.